# Жабоедов, Николай Никитович
Никола́й Ники́тович Жабое́дов (2 [15] декабря 1910, деревня Левшинка, Курская губерния — 23 апреля 1983, Саратов) — Герой Советского Союза, участник советско-финской и Великой Отечественной войн.

## Биография
С 1929 года работал в колхозе рядовым колхозником и бригадиром полеводческой бригады.
Участвовал в походе Красной Армии на Западную Украину и в Западную Белоруссию
С сентября 1939 года участник Советско-финской войны.
С начала Великой Отечественной войны до декабря 1944 года сражался на Западном, Воронежском, Центральном и 1-м Украинском фронтах. Участвовал в оборонительных операциях первого периода войны на центральном участке фронта, Воронежско-Касторненской наступательной операции. Курской битве, освобождении Украины и Польши.
В 1944—1946 годах Н. Н. Жабоедов учился в 3-м Саратовском танковом училище. В 1946 году был уволен из Советской Армии в запас в звании младшего техника-лейтенанта. Лейтенант в отставке с 1959 года.
Жил в Саратове. Скончался 23 апреля 1983 года.

## Награды
Звание Героя Советского Союза с вручением ордена Ленина и медали «Золотая Звезда» Николаю Никитовичу Жабоедову присвоено 17 октября 1943 года за форсирование Днепра, захват и удержание плацдарма на западном берегу реки и проявленные при этом отвагу и мужество.
- Медаль «Золотая Звезда» Героя Советского Союза (№ 2059);
- орден Ленина;
- медали, в том числе:
  - медаль «За отвагу»;
  - медаль «За победу над Германией в Великой Отечественной войне 1941—1945 гг.»;
  - юбилейная медаль «Двадцать лет Победы в Великой Отечественной войне 1941—1945 гг.»;
  - юбилейная медаль «Тридцать лет Победы в Великой Отечественной войне 1941—1945 гг.».

## Память
- Мемориальные доски на домах № 174 и № 182а по улице Шелковичной города Саратова;
- Улица имени Н. Н. Жабоедова в городе Саратове[3].